# Quartär (Geologie)
| Ära | Känozoikum                              |            |                    |               |
| System davor | Neogen                                  |            |                    |               |
| Beginn | 2,588 mya                               |            |                    |               |
| Ende | 0 mya                                   |            |                    |               |
| System danach | –                                       |            |                    |               |
| Mittlerer atmosphärischer O2-Anteil | ca. 20,9 Vol.-% (heutiges Niveau)       |            |                    |               |
| Mittlerer atmosphärischer CO2-Anteil | 260 ppm (ca. 65 % heutiges Niveau)      |            |                    |               |
| Mittlere Bodentemperatur | >ca. 11 °C (3 °C unter heutigem Niveau) |            |                    |               |
| \| ❮ \| System \| Serie \| Stufe \| ≈ Alter (mya) \| \| - \| ------------- \| ---------- \| ------------------ \| ------------- \| \| ❮ \| Q u a r t ä r \| Holozän \| Meghalayum \| 0 ⬍ 0,004 \| \| ❮ \| Q u a r t ä r \| Holozän \| Nordgrippium \| 0,004 ⬍ 0,008 \| \| ❮ \| Q u a r t ä r \| Holozän \| Grönlandium \| 0,008 ⬍ 0,012 \| \| ❮ \| Q u a r t ä r \| Pleistozän \| Tarantium \| 0,012 ⬍ 0,126 \| \| ❮ \| Q u a r t ä r \| Pleistozän \| Ionium (Chibanium) \| 0,126 ⬍ 0,781 \| \| ❮ \| Q u a r t ä r \| Pleistozän \| Calabrium \| 0,781 ⬍ 1,806 \| \| ❮ \| Q u a r t ä r \| Pleistozän \| Gelasium \| 1,806 ⬍ 2,588 \| \| ❮ \| früher \| früher \| früher \| älter \| |                                         |            |                    |               |
| ❮ | System                                  | Serie      | Stufe              | ≈ Alter (mya) |
| ❮ | Q u a r t ä r                           | Holozän    | Meghalayum         | 0 ⬍ 0,004     |
| ❮ | Q u a r t ä r                           | Holozän    | Nordgrippium       | 0,004 ⬍ 0,008 |
| ❮ | Q u a r t ä r                           | Holozän    | Grönlandium        | 0,008 ⬍ 0,012 |
| ❮ | Q u a r t ä r                           | Pleistozän | Tarantium          | 0,012 ⬍ 0,126 |
| ❮ | Q u a r t ä r                           | Pleistozän | Ionium (Chibanium) | 0,126 ⬍ 0,781 |
| ❮ | Q u a r t ä r                           | Pleistozän | Calabrium          | 0,781 ⬍ 1,806 |
| ❮ | Q u a r t ä r                           | Pleistozän | Gelasium           | 1,806 ⬍ 2,588 |
| ❮ | früher                                  | früher     | früher             | älter         |

Das Quartär ist der jüngste Zeitabschnitt der Erdgeschichte einschließlich des Holozäns und damit der Gegenwart. Die Wissenschaft, die sich mit der Erforschung des Quartärs beschäftigt, ist die Quartärforschung.
In der Historischen Geologie repräsentiert das Quartär ein chronostratigraphisches System bzw. eine geochronologische Periode. Es begann vor etwa 2,6 Millionen Jahren und dauert bis heute an. Es umfasst das gesamte Quartäre Eiszeitalter, in dem sich auch die Hominisation des heutigen Menschen abspielte.
Nachdem Antarktika bereits längere Zeit vergletschert war, kam es zu Beginn des Gelasiums auch zu Vergletscherungen in der Nordhemisphäre. Der Beginn dieser Vereisungsperiode, die mit einem Wechsel von Kaltzeiten und Warmzeiten bis heute andauert, wird von den Geologen als geeignete Abgrenzung des Quartärs von dem vorangegangenen Zeitabschnitt des Neogens angesehen. Zuvor war lange Zeit die Grenze zwischen „Tertiär“ und Quartär vor 1,806 Millionen Jahren gezogen worden. Wegen der nach geologischen Maßstäben relativ kurzen Zeitdauer des Quartärs und seiner unterschiedlichen Entwicklung im marinen und im kontinentalen Bereich war eine schlüssige Abgrenzung zum davor liegenden Zeitraum nicht oder nur schlecht möglich; die Grenze zum Tertiär war umstritten. Das führte im Jahr 2004 sogar zu einer Streichung der Begriffe Tertiär und Quartär aus der geologischen Zeitskala.
2005 waren die Bemühungen der verschiedenen Vereinigungen für Quartärgeologie erfolgreich, zumindest dem Begriff Quartär wieder einen Stellenwert in der Stratigraphie einzuräumen. Doch es erforderte noch weitere Jahre der Diskussion, bis die Wiedereinführung des Quartärs in die Geologische Zeitskala beschlossen wurde. Das Quartär folgt nun innerhalb des Känozoikums (Erdneuzeit) den Perioden des Paläogens und des Neogens. In diesem Sinne ist es durch die chronostratigraphische Stufe des Gelasiums als seine unterste Einheit definiert und beginnt 2,588 Millionen Jahre vor der Gegenwart. Damit wurde eine bessere Abgrenzung zu den davor liegenden Zeiträumen erreicht. Die gesamte Zeitspanne der eiszeitlichen Klimaschwankungen der Erde konnte nun unter dem Begriff Quartär zusammengefasst werden.
Gleichzeitig wurde das Pleistozän, die ältere Epoche des Quartärs, ebenfalls um das Gelasium verlängert, und dadurch das Pliozän, die jüngste Epoche des Neogens, um den gleichen Zeitabschnitt verkürzt. Auf das Pleistozän folgt innerhalb des Quartärs das Holozän, klimatisch gesehen eine Warmzeit innerhalb des Eiszeitalters, das die zuletzt vergangenen 11.700 Jahre bis heute umfasst. Es wird darüber diskutiert, den jüngsten Abschnitt mit deutlichem Einfluss des Menschen als „Anthropozän“ zu bezeichnen.

## Entstehung des Begriffs
Der Begriff „Quartär“ wurde schon 1760 von Giovanni Arduino in der Literatur benutzt, als er vier aufeinanderfolgende Gruppen von Schichten unterschied: Primär, Sekundär, Tertiär und Quartär. 1829 griff Jules Desnoyers den Begriff wieder auf, um Sedimente im Loire-Becken und anderen Teilen Frankreichs anzusprechen, die deutlich jünger als die tertiären Ablagerungen waren. Er ordnete aber auch Schichten dem Quartär zu, die heute dem Tertiär zugeordnet werden. Häufig wird auch Adolf von Morlot (1854) mit der Einführung des Begriffs in Verbindung gebracht, da von ihm die Verbindung zum Eiszeitalter stammt. Die quartären Schichten waren zwar in bestimmten Beckenlagen sehr mächtig, aber geologisch nur von geringem Alter. Dadurch kam es zu einer sehr ungleichgewichtigen Unterteilung der Erdneuzeit (Känozoikum) in das 63,7 Millionen Jahre dauernde Tertiär und das nur 1,6 Millionen Jahre dauernde Quartär. Dieses Ungleichgewicht führte bei der Neufestlegung der Geologischen Zeitskala (GTS 2004) zu einer Ersetzung der Begriffe Tertiär und Quartär durch die Begriffe Paläogen und Neogen mit neuen stratigraphischen Grenzen und Bedeutungen. Diese Grenzen wurden jedoch in der International Stratigraphic Chart der International Commission on Stratigraphy (ICS) aus dem Jahr 2008 revidiert, ohne eine endgültige Beschlussfassung vorwegzunehmen. Die endgültige Ratifizierung durch die ICS erfolgte am 30. Juni 2009. Aufgrund dieser Entscheidung ist das Quartär mit der Basis des Gelasiums (vor 2,58 Millionen Jahren) und dessen Referenzprofil am Monte San Nicola bei der namensgebenden Stadt Gela auf Sizilien festgelegt.

## Unterteilung
Das Quartär wird wie folgt unterteilt:
- System: Quartär (2,588–0 mya)
  - Serie: Pleistozän (2,588–0,012 mya)
    - Stufe: Gelasium (2,588–1,806 mya)
    - Stufe: Calabrium (Altpleistozän) (1,806–0,781 mya)
    - Stufe: Ionium (Mittelpleistozän) (0,781–0,126 mya)
    - Stufe: Tarantium (Jungpleistozän) (0,126–0,012 mya)

  - Serie: Holozän (0,012–0 mya)
    - Stufe: Präboreal (9610 – 8690 v. Chr.)
    - Stufe: Boreal (8690 – 7270 v. Chr.)
    - Stufe: Atlantikum (7270 – 4500 v. Chr.)
    - Stufe: Subboreal (4500 – 800 v. Chr.)
    - Stufe: Subatlantikum (800 – 27 v. Chr.)

| System                                   | Quartär      | Quartär             | Quartär             | Quartär      | Quartär         | Quartär         | Quartär         | Quartär       | Quartär         | Quartär         | Quartär      | Quartär      | Quartär      | Quartär      | Quartär      | Quartär     | Quartär       | Quartär                   |
| Serie                                    | Pleistozän   | Pleistozän          | Pleistozän          | Pleistozän   | Pleistozän      | Pleistozän      | Holozän         | Holozän       | Holozän         | Holozän         | Holozän      | Holozän      | Holozän      | Holozän      | Holozän      | Holozän     | Holozän       | Holozän                   |
| (Klima-)Stufe                            | Gelasium     | Calabrium           | Ionium              | Ionium       | Tarantium       | Tarantium       | Präboreal       | Boreal        | Atlantikum      | Atlantikum      | Atlantikum   | Subboreal    | Subboreal    | Subboreal    | Subboreal    | Subboreal   | Subatlantikum | Subatlantikum             |
| ---------------------------------------- | ------------ | ------------------- | ------------------- | ------------ | --------------- | --------------- | --------------- | ------------- | --------------- | --------------- | ------------ | ------------ | ------------ | ------------ | ------------ | ----------- | ------------- | ------------------------- |
| Archäologisches Zeitalter (Mitteleuropa) |              |                     | Steinzeit           | Steinzeit    | Steinzeit       | Steinzeit       | Steinzeit       | Steinzeit     | Steinzeit       | Steinzeit       | Steinzeit    | Steinzeit    | Bronzezeit   | Bronzezeit   | Bronzezeit   | Eisenzeit   | Eisenzeit     | RKZ, VWZ (Frühgeschichte) |
| Archäologisches Zeitalter (Mitteleuropa) | Altsteinzeit | Altsteinzeit        | Altsteinzeit        | Altsteinzeit | Mittelsteinzeit | Mittelsteinzeit | Mittelsteinzeit | Jungsteinzeit | Jungsteinzeit   | Jungsteinzeit   | Frühe BZ     | Mittlere BZ  | Späte BZ     | Hallstatt    | Latène       |             |               | RKZ, VWZ (Frühgeschichte) |
| Archäologisches Zeitalter (Mitteleuropa) | Altpaläo.    | Mittelpaläolithikum | Mittelpaläolithikum | Jungpaläo.   | Mittelsteinzeit | Mittelsteinzeit | Mittelsteinzeit |               | Kupfersteinzeit | Kupfersteinzeit | Frühe BZ     | Mittlere BZ  | Späte BZ     | Hallstatt    | Latène       |             |               | RKZ, VWZ (Frühgeschichte) |
| ≈ Beginn vor                             | 2,588 mya    | 1,806 mya           | 0,781 mya           | 0,25 mya     | 0,126 mya       | 0,04 mya        | 9610 v. Chr.    | 8690 v. Chr.  | 7270 v. Chr.    | 5600 v. Chr.    | 4500 v. Chr. | 3710 v. Chr. | 2200 v. Chr. | 1600 v. Chr. | 1300 v. Chr. | 800 v. Chr. | 450 v. Chr.   | 15 v. Chr./ 0             |

### Monografien
- Josef Klostermann: Das Klima im Eiszeitalter. 2. Aufl. Schweizerbart, Stuttgart 2009, ISBN 978-3-510-65248-8.
- Hansjürgen Müller-Beck: Die Eiszeiten. Naturgeschichte und Menschheitsgeschichte. München 2005, ISBN 3-406-50863-4 (knappe Einführung aus der Beck’schen Reihe).
- Edmund Blair Bolles: Eiszeit. Wie ein Professor, ein Politiker und ein Dichter das ewige Eis entdeckten. Berlin 2000, ISBN 3-87024-522-0 (zur Forschungsgeschichte, insbesondere Louis Agassiz, Charles Lyell und Elisha Kent Kane).
- Albert Schreiner: Einführung in die Quartärgeologie. 2. Aufl. Schweizerbart, Stuttgart 1997, ISBN 3-510-65152-9.
- Leopold Benda (Hrsg.): Das Quartär Deutschlands. Borntraeger, Berlin 1995.
- Jürgen Ehlers: Allgemeine und historische Quartärgeologie. Enke, Stuttgart 1994.
- John A. Catt: Angewandte Quartärgeologie. Enke, Stuttgart 1992.

### Fachzeitschriften
- Mitteilungen der Kommission für Quartärforschung, herausgegeben von Gernot Rabeder für die Kommission für Quartärforschung der Österreichischen Akademie der Wissenschaften, Verlag der Österreichischen Akademie der Wissenschaften Wien (zuletzt erschien Band 18/1–2)
- Zeitschrift E&G – Quaternary Science Journal – ehemals Eiszeitalter und Gegenwart
- Quartär – wissenschaftliche Zeitschrift der Hugo Obermaier-Gesellschaft

### Fachartikel
- Brad Pillans, Tim Naish: Defining the Quaternary. Quaternary Science Reviews, 23, S. 2271–2282, Oxford 2004 ISSN 0277-3791.
- Wighart von Königswald: Das Quartär: Klima und Tierwelt im Eiszeitalter Mitteleuropas. In: Biologie in unserer Zeit 34 (3/2004), S. 151–158, ISSN 0045-205X.
- Frank Preusser: Annäherung in Quartär-Kontroverse. In: Geowissenschaftliche Mitteilungen (GMIT), Bonn 2007, ISSN 1616-3931
- Berger et al. (1994) Das Klima im Quartär. Geowissenschaften; 12, 9; 258–266; doi:10.2312/geowissenschaften.1994.12.258.